# Leptophion anici
Leptophion anici är en stekelart som beskrevs av Ian D. Gauld 1977. Leptophion anici ingår i släktet Leptophion och familjen brokparasitsteklar. Inga underarter finns listade i Catalogue of Life.